# Regno di Serbia (1718-1739)
Il Regno di Serbia fu una provincia (propriamente "terra della corona") della Monarchia asburgica dal 1718 al 1739. Essa era formata dai territori a sud dei fiumi Sava e Danubio, corrispondenti al Sangiaccato di Smederevo (o "Pashato di Belgrado"), conquistato dagli Asburgo all'Impero ottomano nel 1717. Esso venne abolito con la firma del trattato di Belgrado del 1739 ed il ritorno del dominio ai turchi ottomani.
Anche se il governo asburgico fu più oppressivo di quello ottomano e sfruttò la maggioranza serba dell'area, quest'ultima poté beneficiare di una notevole autonomia di governo, tra cui la possibilità di costituire una milizia autonoma, oltre ad una crescita economica che, grazie alle riforme della monarchia asburgica, contribuì alla crescita della borghesia serba e venne continuata dagli ottomani "nell'interesse della legge e dell'ordine". La popolazione della Serbia crebbe rapidamente da 270.000 a 400.000, ma il declino del potere degli Asburgo nell'area provocò la Grande migrazione serba (1737–39).

## Storia

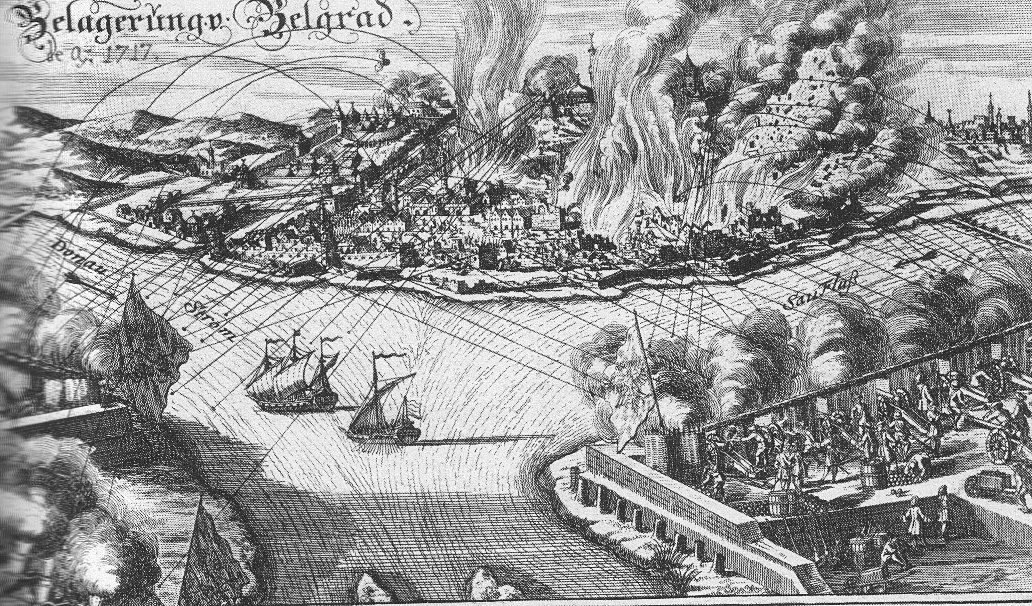
Assedio di Belgrado (1717)

Nel 1688–89, durante la Grande guerra turca, le truppe degli Asburgo ottennero temporaneamente il controllo su gran parte dell'attuale Serbia, ma vennero successivamente costretti a ritirarsi. Il Trattato di Karlowitz nel 1699 riconobbe l'autorità ottomana su gran parte della Serbia attuale, mentre la regione di Bačka e la parte occidentale della Sirmia vennero assegnate agli Asbugo.
Un'altra guerra scoppiò nel 1716-18, nella quale i Serbi in massa si unirono alle truppe degli Asburgo. Dopo il 1718 (a seguito del Trattato di Passarowitz), gli Asburgo cercarono di integrare la Serbia nell'Impero. La terra venne ufficialmente rinominata "Regno di Serbia", dal momento che essa non era parte né del Sacro Romano Impero né del Regno d'Ungheria. L'amministrazione delle sue province era nelle mani di un governatore nominato da Vienna. Non tutto il territorio abitato dai Serbi però era stato conquistato dagli Asburgo nel 1718 né era incluso nel Regno di Serbia. La vasta provincia orientale del Banato di Temeswar aveva infatti una propria amministrazione. 
Dopo una nuova Guerra austro-turca (1737-39), la monarchia asburgica perse tutti i propri territori a sud dei fiumi Sava e Danubio, incluso l'intero territorio del Regno di Serbia, mantenendo comunque il Banato di Temeswar. La fine del governo asburgico ebbe come risultato una seconda grande migrazione serba (1737-39).

## Governo
La Serbia era supervisionata nel governo dal Consiglio Aulico di Guerra ed era quindi subordinata all'amministrazione militare dell'impero.
Governatori
- Johann Joseph Anton O'Dwyer (1718–1720) ("Generale Odijer")
- Carlo Alessandro di Württemberg (1720–1733)
- Karl Christoph von Schmettau (1733–1738)
- George Oliver de Wallis (1738–1739)

## Milizia serba
A seguito del trattato di Passarowitz (1718), gli Asburgo fondarono il Regno di Serbia e nominarono il primo comandante della "Milizia nazionale serba", composta da due obor-kapetans, dieci kapetans, due tenenti e un maggiore. Gli obor-kapetans erano Vuk Isaković "Crnobarac" e Staniša Marković "Mlatišuma". Durante la Guerra austro-russo-turca (1735-39), la milizia serba venne divisa in 18 compagnie, in quattro gruppi (obor-kapetanije).

## Demografia
Un regolamento apposito del 1720 stabilì che Belgrado dovesse essere abitata prevalentemente da tedeschi cattolici, mentre i Serbi dovevano vivere al di fuori delle mura cittadine. Si è stimato che la popolazione di Belgrado all'epoca non eccedesse i 20.000 abitanti. La popolazione totale del regno invece aumentò rapidamente da 270.000 a 400.000, ma la fine del potere degli Asburgo nella regione portò ad una seconda grande migrazione serba (1737-39).

## Conseguenze

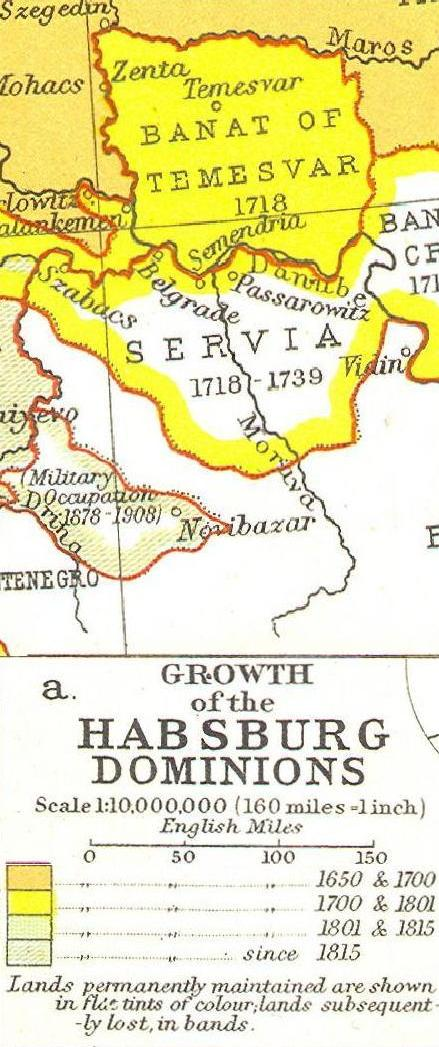
La Serbia nella monarchia asburgica nel 1718–39.

Anche se l'amministrazione asburgica su questa parte dell'attuale Serbia ebbe vita breve, la coscienza di essere un'entità separata iniziò a formarsi nell'animo dei serbi e per quanto i locali accettarono la successiva amministrazione ottomana, guidarono nel 1788 la ribellione di frontiera di Koca e la prima rivolta serba nel 1804, che pose poi fine al governo diretto degli ottomani sul territorio.